# Trường Cao đẳng Công nghiệp Huế
Trường Cao đẳng Công nghiệp Huế là trường cao đẳng trực thuộc Bộ Công Thương, đóng trên địa bàn thành phố Huế, Việt Nam.

## Lịch sử
Tiền thân là Trường Bá Công, thành lập ngày 12 tháng 9 năm 1899 theo Chỉ dụ của Vua Thành Thái. Năm 1921 chuyển giao cho Chính quyền Bảo hộ Pháp quản lý và đổi thành École Pratique D'Industrie de Hué tức Trường Kỹ nghệ Thực hành Huế, và sau đó, ở mỗi giai đoạn lịch sử Trường đã có những tên gọi khác nhau: 
- 1942: Trường Kỹ thuật Công nghiệp Huế
- 1952: Học xưởng Kỹ nghệ Huế
- 1954: Trường Chuyên nghiệp Kỹ nghệ Huế
- 1956: Trường Trung học Kỹ thuật Huế
- 1976: Trường Kỹ thuật Huế
- 1977: Trường Công nhân Kỹ thuật Cơ điện Huế[1].
- Tháng 8 năm 1993, Ủy ban Nhân dân tỉnh Thừa Thiên Huế bàn giao Trường cho Bộ Công nghiệp (tức Bộ Công nghiệp nặng cũ) quản lý và đổi thành Trường Kỹ nghệ Thực hành Huế (tên cũ của trường từ thời 1921). Năm 1998 trường được nâng cấp đào tạo và đổi tên trường thành Trường Trung học Công nghiệp Huế[1]. Năm 2005, trường tiếp tục được nâng cấp đào tạo và đổi thành Trường Cao đẳng Công nghiệp Huế. Tên tiếng Anh: Hue Industrial College (Hueic)[1]

## Quá trình phát triển
- Trường Cao đẳng Công nghiệp Huế (tiền thân là Trường Bá Công - Kỹ nghệ Thực hành Huế) được thành lập ngày 12 tháng 9 năm 1899, theo Chỉ dụ của Vua Thành Thái. Đây là ngôi trường có bề dày truyền thống đào tạo nghề, đặc biệt là truyền thống cách mạng vẻ vang. Trải qua 110 năm xây dựng và phát triển, Nhà trường đã đào tạo được hàng vạn kỹ thuật viên và công nhân lành nghề cho công cuộc xây dựng và bảo vệ Tổ quốc.
- Trường Kỹ nghệ Thực hành Huế với truyền thống đầy khí phách hào hùng của dân tộc và mang trong mình nhiều kỷ niệm vẻ vang. Chính nơi đây, ngay từ năm 1930, đã ra đời Chi bộ Đảng Cộng sản - một trong số ít chi bộ Đảng đầu tiên của Thừa Thiên - Huế. Trường Kỹ nghệ Thực hành Huế được coi là cái nôi đào tạo nhiều thế hệ chiến sĩ cách mạng kiên cường, nhiều cựu giáo viên và học sinh của Trường đã phấn đấu trưởng thành trong phong trào đấu tranh cách mạng, xây dựng và bảo vệ Tổ quốc. Cũng chính nơi đây đã đào tạo được nhiều cán bộ lãnh đạo của cao cấp của Đảng, Nhà nước và Quân đội và cũng không thể kể hết những người con ưu tú từ mái Trường này đã ngã xuống cho sự nghiệp đấu tranh giải phóng dân tộc, bảo vệ và xây dựng đất nước.
- Vài nét về sự phát triển của Nhà trường: Trong hơn 10 năm qua, nếu ai chưa một lần đến Trường, thì nay không thể cảm nhận hết những thành quả và sự đổi mới mạnh mẽ ở nơi này. Đặc biệt, từ ngày 27 tháng 10 năm 2005, Trường được nâng cấp đào tạo và đổi tên thành Trường Cao đẳng Công nghiệp Huế. Từ đây, lịch sử Nhà trường đã sang một trang mới, mốc son ghi dấu sự nỗ lực không ngừng của tập thể cán bộ công nhân viên, các thầy, cô giáo, học sinh, sinh viên trong việc nâng cao chất lượng đào tạo để đáp ứng nhu cầu xã hội, góp phần đào tạo nguồn nhân lực có chất lượng cho sự nghiệp phát triển kinh tế xã hội của tỉnh Thừa Thiên - Huế nói riêng và cả nước nói chung. Nếu như trước năm 2004, Trường chỉ có một cơ sở duy nhất tại 70 Nguyễn Huệ, thành phố Huế, thì nay đã có 3 cơ sở: Trụ sở chính: Tại 70 Nguyễn Huệ, thành phố Huế; bao gồm khu làm việc, giảng đường, Nhà xưởng thực hành và ký túc xá. Trường đang xây dựng khu giảng đường 5 tầng, với tổng mức kinh phí 25 tỷ đồng. Cơ sở 2: Tại Khu Đô thị mới An Vương Dương (cách trụ sở chính 3 km). Hiện Trường đã lập dự án và được Bộ Công nghiệp (nay là Bộ Công Thương) phê duyệt "Quy hoạch tổng thể phát triển trường giai đoạn 2006-2015 có xét đến 2020" với tổng mức kinh phí hơn 300 tỷ đồng. Cơ sở 3: Tại thôn Dương Nỗ Nam, huyện Phú Vang, tỉnh Thừa Thiên - Huế, với diện tích 0,6 ha, gồm các công trình nhà học lý thuyết và văn phòng hành chính, với lưu lượng 1.600 sinh viên. Ngoài ra, để đảm bảo chất lượng đào tạo, điều kiện nghiên cứu và học tập của giảng viên và sinh viên, Trường đã xây dựng nhà thư viện với diện tích 924m2, đầu tư hơn 3,5 tỷ đồng để nâng cấp trang thiết bị nghiên cứu và thực tập theo hướng công nghệ cao.
- Tuy nhiên, điều quan trọng có tính quyết định tới thành công của Trường Cao đẳng Công nghiệp Huế chính là đội ngũ và cơ cấu tổ chức. Do đó, sau khi được nâng cấp lên cao đẳng, Nhà trường đã bắt tay ngay vào việc kiện toàn bộ máy tổ chức và biên chế nhân lực cho phù hợp. Hiện nay, Trường có 6 phòng, 8 khoa chuyên môn và 2 trung tâm với tổng số cán bộ, giáo viên là 197 người; trong đó có 165 giáo viên (tăng gấp đôi so với năm 2005). Nếu như năm 2004, Trường chỉ có 17,4% cán bộ giáo viên có trình độ thạc sỹ, 66% có trình độ đại học và 14,5% cao đẳng thì đến nay, đã có 0,6% tiến sỹ, 4,8% nghiên cứu sinh, 51,5% thạc sỹ, cao học và 43,5% đại học. Những con số đầy ấn tượng đó nói lên sự quyết tâm của các thày giáo, cô giáo nơi đây.
- Bên cạnh công tác giảng dạy và học tập, mối quan tâm lớn của Trường là chăm lo đời sống cho cán bộ, giáo viên, viên chức. Chính vì thế, trong những năm qua, Trường đã quan tâm phát triển các dịch vụ đào tạo để vừa đáp ứng nhu cầu xã hội; đồng thời tăng nguồn thu cho Nhà trường và tăng thu nhập cán bộ giảng viên. Trên cơ sở triển khai thực hiện Nghị định 43/2006/NĐ-CP quy định quyền tự chủ, tự chịu trách nhiệm về thực hiện nhiệm vụ, tổ chức bộ máy, biên chế và tài chính đối với đơn vị sự nghiệp công lập, Trường đã chủ động hơn, do đó thu nhập bình quân ngoài lương đã tăng từ 500.000đồng/người/tháng lên 1.200.000đồng/người/tháng. Ngoài ra, Trường còn tổ chức cho cán bộ giáo viên được tham quan học tập ở các trường phía Bắc, phía Nam và tham quan nước ngoài vào mỗi kỳ hè; trích một phần kinh phí để khen thưởng hàng tháng, học kỳ và cuối năm cho những học sinh, sinh viên có thành tích xuất sắc trong học tập và rèn luyện.

## Định hướng phát triển
- Định hướng phát triển trong giai đoạn 2010  2020: Phấn đấu xây dựng Trường Cao đẳng Công nghiệp Huế trở thành Trường Đại học Công nghiệp Huế. Như vậy, tầm nhìn của Trường Cao đẳng Công nghiệp Huế về "một đại học công nghiệp" không còn mờ xa, mà nó đang đến gần ngay trước mắt của tất cả những ai quan tâm về một trong ba ngôi trường kỹ nghệ có tuổi hơn 100 năm của nước ta. Nói như thế không có nghĩa là, cứ muốn nâng tầm từ Cao đẳng Công nghiệp lên Trường Đại học Công nghiệp là có thể đạt ngay được, mà phải có những chuẩn mực nhất định. Trường Cao đẳng Công nghiệp Huế đang tập trung vào một số nội dung cơ bản để sớm trở thành một một cơ sở giáo dục đại học hiện đại, đạt chuẩn ngang tầm đại học quốc gia và vùng lãnh thổ, trong đó, xây dựng đội ngũ cán bộ quản lý và giảng viên đạt chuẩn; đổi mới phương pháp dạy và học; phát triển quy mô và ngành nghề đào tạo một cách cân đối đáp ứng yêu cầu của xã hội; xây dựng các chương trình đào đạt chuẩn quốc gia và tiếp cận chuẩn khu vực; nâng cao vai trò của công tác nghiên cứu khoa học đối với cán bộ quản lý, giảng viên và sinh viên; đề cao tính khoa học, sáng tạo, thực tiễn và hiệu quả.

## Cán bộ, giảng viên
- Một là, đội ngũ giảng viên là yếu tố then chốt quyết định sự phát triển của Nhà trường. Nhà trường tập trung xây dựng đội ngũ giảng viên và cán bộ quản lý đạt chuẩn của một cơ sở giáo dục đại học đa cấp: 90% giảng viên đạt trình độ thạc sỹ trở lên, trong đó có 20% là tiến sỹ; đảm bảo tỷ lệ 10-15 sinh viên/1 giảng viên đối với các ngành kỹ thuật; 20-25 sinh viên/1 giảng viên đối với ngành kinh tế; đảm bảo đủ về số lượng, đồng bộ về cơ cấu, đặc biệt nâng cao bản lĩnh chính trị, phẩm chất, lối sống, lương tâm nghề nghiệp, chuyên môn, nghiệp vụ để đáp ứng yêu cầu đào tạo, nghiên cứu khoa học, chuyển giao công nghệ

## Cơ sở vật chất
- Xây dựng cơ sở vật chất phục vụ đào tạo đạt chuẩn của một cơ sở giáo dục đại học đa cấp, theo hướng hiện đại, đồng bộ. Kế hoạch về quy mô đào tạo bình quân hằng năm của Trường là 10.000 HS, SV, trong đó 50% là sinh viên bậc ĐH, CĐ. Để đáp ứng nhu cầu theo tiêu chuẩn của một cơ sở giáo dục đại học, Trường đã đầu tư giai đoạn 1 Quy hoạch tổng thể phát triển Trường Cao đẳng Công nghiệp Huế giai đoạn 2006 - 2015 có xét đến 2020 với các công trình có diện tích xây dựng là 51.008 m2, trong đó đã đầu tư dự án xây dựng giảng đường D1, D2 tại cơ sở 1 (hoàn thành năm 2010), đang triển khai dự án đầu tư xây dựng công trình Nhà xưởng thực hành X1 tại cơ sở 2 từ 2009-2011. Giai đoạn 2011-2015: Trường tiếp tục các dự án đầu tư xây dựng công trình Nhà làm việc A1, xưởng thực hành X2, giảng đường, phòng thí nghiệm H1, ký túc xá K1, K2 và các hạng mục phụ trợ tại cơ sở 2. Giai đoạn 2016-2020: Đầu tư dự án xây dựng nhà thư viện, hội trường, nhà thí nghiệm công nghệ cao tại cơ sở 1, giảng đường H2, sân thể thao đa năng tại cơ sở 2...

## Người nổi tiếng và cựu sinh viên
- Bí thư Trung ương Đảng, Phó Thủ tướng Chính phủ, Trưởng Ban Kinh tế Trung ương, Bộ trưởng Bộ Cơ khí và Luyện kim của Việt Nam Nguyễn Côn;
- Bộ trưởng: Nguyễn Hữu Mai, Phan Ngọc Tường;
- Các tướng lĩnh: Trần Văn Trà, Trần Sâm, Lê Văn Tri, Hoàng Văn Thái, Hồ Tú Nam
- Nguyễn Quang Đức - tân thủ khoa ngành công nghệ thông tin trường Cao đẳng Công nghiệp Huế[2]

## Thành tích
- Với công lao đóng góp của Trường qua nhiều thế hệ, Nhà trường đã được Đảng, Nhà nước, Chính phủ và các Bộ, ngành tặng thưởng nhiều danh hiệu cao quý. Đặc biệt, hiếm có cơ sở đào tạo nào vinh dự được Nhà nước công nhận là Di tích Lịch sử văn hóa và được tặng thưởng nhiều huân chương, phần thưởng cao quý như Trường Cao đẳng Công nghiệp Huế: Hai lần được tặng thưởng Huân chương Độc lập hạng Nhất (1994 và 2004); Huân chương Lao động hạng Nhì (1994); Huân chương Lao động hạng Ba (1989); Bằng Di tích lịch sử văn hoá (1991) và nhiều cờ thưởng luân lưu, Bằng khen của Chính phủ, Ủy ban nhân dân tỉnh Thừa Thiên - Huế và Bộ Công Thương.